# 史宗玮
史宗玮(英語：Clara Chung-wai Shih, 1982年1月11日—)是一位美国企业家和首席执行官。

## 生平
1982年出生于香港，4岁随父母前往美国。父亲是数学教授，到美国后转行为电气工程师，母亲为艺术和特教老师。2005年毕业于斯坦福大学，曾经在微软公司做过实习生。2005年获得马歇尔奖学金前往牛津大学求学。毕业后相继在谷歌和Salesforce.com工作。2009年担任Hearsay Systems首席执行官。2011年12月被选为星巴克董事，以代替即将离职的Facebook首席运营官雪莉·桑德伯格。